# Татлибаєвська сільська рада
Татлиба́євська сільська рада (рос. Татлыбаевский сельский совет) — муніципальне утворення у складі Баймацького району Башкортостану, Росія. Адміністративний центр — село Татлибаєво.

## Населення
Населення — 1338 осіб (2019, 1429 в 2010, 1418 в 2002).

## Склад
До складу поселення входять такі населені пункти:
| Населений пункт        | Населення, осіб (2002) | Населення, осіб (2010) |
| ---------------------- | ---------------------- | ---------------------- |
| Абдрахманово, присілок | 229                    | 239                    |
| Галеєво, присілок      | 23                     | 22                     |
| Каришкіно, присілок    | 396                    | 418                    |
| Татлибаєво, село       | 340                    | 331                    |
| Файзулліно, присілок   | 0                      | 0                      |
| Хасаново, присілок     | 38                     | 57                     |
| Янзігітово, присілок   | 392                    | 362                    |